# Melanconium stromaticum
Melanconium stromaticum är en svampart som beskrevs av Corda 1837. Melanconium stromaticum ingår i släktet Melanconium och familjen Melanconidaceae.   Inga underarter finns listade i Catalogue of Life.